# PFA 올해의 팀
PFA 올해의 팀(영어: Professional Footballers' Association Team of the Year 프로 축구 선수 협회 올해의 팀[*]은 잉글랜드 남자 축구의 상위 4개 리그에서 55명의 축구 선수에게 수여되는 연례 상이다. 프리미어리그, 챔피언십, 리그 1, 리그 2, 여자 FA WSL에서 뛰는 선수들에게 자격이 주어진다.
1973-74 시즌부터 수여되어 왔으며 매년 1월 선수 노동 조합인 프로 축구 선수 협회(PFA) 회원들이 후보 목록을 작성하고 위원회에서 우승자를 투표하는 방식으로 진행된다.남자들을 대상으로 진행되었지만 2014년에는 처음으로 FA WSL에 출전하는 여자 선수 팀이 선정됐다.